# Hrabstwo DeKalb (Indiana)
Hrabstwo DeKalb (ang. DeKalb County) – hrabstwo w stanie Indiana w Stanach Zjednoczonych. Obszar całkowity hrabstwa obejmuje powierzchnię 363,84 mil² (942,34 km²). Według szacunków United States Census Bureau w roku 2009 miało 42 060 mieszkańców.
Hrabstwo powstało w 1835 roku i zostało nazwane na cześć bohatera wojny o niepodległość – Johanna de Kalba (1721–80). Na jego terenie znajdują się  obszary niemunicypalne: Artic, Auburn Junction, Butler Center, Dutch Town, Fairfield Center, Indian Lake, Moore, Norland Park, Sedan, Steubenville.

## Miasta
- Altona
- Ashley
- Auburn
- Butler
- Corunna
- Garrett
- St. Joe
- Waterloo

| Populacja hrabstwa w poprzednich latach | Populacja hrabstwa w poprzednich latach |
| Rok                                     | Liczba ludności                         |
| --------------------------------------- | --------------------------------------- |
| 1980                                    | 33 360                                  |
| 1990                                    | 35 324                                  |
| 2000                                    | 40 285                                  |
| 2005                                    | 41 659                                  |